# 412
سنة 412 م (بالأرقام الرومانية: CDXII) كانت سنة كبيسة تبدأ يوم الإثنين (الرابط يظهر نموذج الجدول الزمني الكامل للسنة) من التقويم اليولياني. بدأت تسمية السنة ب412 منذ العصور الوسطى المبكرة، عندما أصبح تقويم أنو دوميني هو الأسلوب السائد في أوروبا لتسمية السنوات.

## أحداث
- كيرلس الأول يصبح بطريرك الإسكندرية

## مواليد
- برقلس فيلسوف يوناني

## وفيات
- البابا ثيوفيلس بطريريك الإسكندرية.